# La storia della Arcana Famiglia
La storia della Arcana Famiglia (jap. アルカナ・ファミリア -La storia della Arcana Famiglia- Arukana Famiria) – japońska powieść wizualna stworzona przez HuneX. Gra została wydana na PlayStation Portable 27 października 2011. Powstał także sequel zatytułowany Arcana Famiglia: Yūreisen no Majutsushi (jap. アルカナ・ファミリア幽霊船の魔術師), który został wydany 21 czerwca 2012 roku również na PSP; sequel przedstawia dwóch nowych bohaterów: Asha i Joshuę. Adaptacja anime została wyprodukowana przez studio J.C.Staff. Anime rozpoczęło emisję 1 lipca 2012 roku.

## Opis fabuły
Na niewielkiej wyspie Regalo (jap. レガーロ島 Regāro Shima) mieszka organizacja Arcana Famiglia, która chroni wyspę i jej mieszkańców przed różnymi niebezpieczeństwami z zewnątrz. Famiglia składa się z ludzi, którzy zawarli umowę z kartami Arkana, i otrzymali specjalne zdolności z nimi związane. Liderem organizacji jest Mondo, nazywany przez wszystkich „Papa”. Zdecydował, że najwyższy czas, żeby przejść na emeryturę i wybrać swojego następcę. Aby zdecydować, kto z familii dostanie to miejsce, ogłasza turniej nazwany Arcana Duello. Zwycięzca zajmie pozycję wśród familii jako „Papa”, zostanie spełnione jego jedno życzenie... oraz otrzyma rękę córki lidera. Odmawiając przyjęcia takiego przeznaczenia, Felicitá postanawia walczyć wraz ze swoim przyjacielem z dzieciństwa Libertá i kuzynem Nova walczącymi o jej wolność u jej boku.

## Bohaterowie
Felicità (jap. フェリチータ Ferichita)
Seiyū: Mamiko Noto (CD drama, anime) 
Jedyna córka lidera Arcana Famiglia, Mondo. Ma 16 lat i 165 cm wzrostu. Urodziła się 18 czerwca. Zawarła kontrakt z kartą Gli Amanti: Kochankowie – kartą Arkanów Wielkich o numerze VI – dzięki czemu jest w stanie czytać w sercach innych ludzi. Swój Znak Arcana nosi na klatce piersiowej. Większość członków Arcana Famiglia nazywają ją "Ojō-sama" (jap. お嬢様; dos. księżniczka). Jest bardzo surowa i zawsze dąży do obranego celu. Często towarzyszy jej sowa Fukurota (jap. フクロータ).
Libertà (jap. リベルタ Riberuta)
Seiyū: Jun Fukuyama 
Przyjaciel Felicity, nazywa ją "Ojō". Ma 18 lat i 173 cm wzrostu. Zawarł kontrakt z kartą Il Matto: Głupiec – pierwszą kartą Arkanów Wielkich. Swój Znak Arcana nosi na czole. Uwielbia zamaskowanych bohaterów i bardzo podziwia Dantego. Jest zawsze ciekawy i kocha poznawać nowe rzeczy. Uważa się za człowieka morza, a on sam jest jeszcze bardziej impulsywny niż Felicità. Jego wspomnienia zostały zapieczętowane, ponieważ jego moc Arcana wymknęła się spod jego kontroli, jest to też powód, dla którego Dante jest łysy.
Nova (jap. ノヴァ)
Seiyū: Tsubasa Yonaga 
Kuzyn Felicity, był z nią zaręczony w przeszłości. Jest przywódcą "Serii Kielichów". Ma 15 lat i 163 cm wzrostu. Zawarł kontrakt z kartą La Morte: Śmierć – kartą Arkanów Wielkich o numerze XIII. Swój Znak Arcana nosi na karku. Jest bardzo utalentowany mimo młodego wieku i z tego powodu stoi na szczycie swojej dywizji. Wprawił swoich rodziców w stan głębokiego wiecznego snu, kiedy usłyszał ich plany buntu przeciwko Mondo, aby Nova mógł zostać liderem zamiast niego. Urodził się 25 października.
Debito (jap. デビト)
Seiyū: Hiroyuki Yoshino 
Jest przywódcą "Serii Denarów". Ma 23 lata i 180 cm wzrostu. Zawarł kontrakt z kartą L'eremita: Eremita – kartą Arkanów Wielkich o numerze IX – dzięki czemu może stać się niewidzialny. Swój Znak Arcana nosi na stopie przy kostce. Nienawidzi być uwiązany i uwielbia flirtować, włącznie z Felicitą. Ma niewyparzony język, ale w rzeczywistości jest postacią dobrego starszego brata. Nosi przepaskę na prawym oku, aby zakryć sztuczne oko wykonane przez Jolly'ego. Debito nazywa Felicitę "Bambina" – co oznacza "dziewczynka" po włosku. Urodził się 20 września.
Pace (jap. パーチェ Pāche)
Seiyū: Tomokazu Sugita, Megumi Han (młody) 
Uwielbia jeść lasagne i ma bardzo zły wzrok. Jest przywódcą "Serii Buław". Ma 25 lat i 187 cm wzrostu. Zawarł kontrakt z kartą La Forza: Siła – kartą Arkanów Wielkich o numerze XI. Swój Znak Arcana nosi na wierzchu dłoni. Ma bardzo pogodne i wesołe usposobienie. Urodził się 29 lipca.
Luca (jap. ルカ Ruka)
Seiyū: Yūichi Nakamura 
Osobisty lokaj Felicity. Ma 29 lat i 176 cm wzrostu. Zawarł kontrakt z kartą La Temperanza: Umiarkowanie – kartą Arkanów Wielkich o numerze XIV. Swój Znak Arcana nosi na języku. On, Debito i Pace to starzy przyjaciele. Jest uczniem, a także jego synem Jolly'ego. Opiekował się Felicitą odkąd była dzieckiem. Jest niesamowity we wszystkich obowiązkach domowych, także w gotowaniu. Luca także szkolił Felicitę, jest wobec niej nadopiekuńczy i zbyt wiele się o nią martwi. Czasami może wydawać się, że lubi Felicitę bardziej niż przyjaciółkę. Uwielbia majsterkować z alchemią. Urodził się 6 grudnia.
Dante (jap. ダンテ)
Seiyū: Jūrōta Kosugi 
Kapitan Dywizji Wywiadu. Ma 38 lat i 199 cm wzrostu. Zawarł kontrakt z kartą L'Imperatore: Cesarz – kartą Arkanów Wielkich o numerze IV – dzięki czemu może usunąć i manipulować wspomnieniami. Swój Znak Arcana nosi na głowie. To były pirat, który został przygarnięty przez Mondo. Bardzo solidny i jeden z najbardziej zaufanych ludzi w rodzinie, co uczyniło go bardzo popularnym wśród ludzi. On jest jak ojciec dla Libertà od czasu, gdy go ocalił. Urodził się 9 kwietnia.
Jolly (jap. ジョーリィ Jōrī)
Seiyū: Kōji Yusa 
Jest prawą ręką Mondo i drugim najwyższym rangą członkiem w rodzinie. Ma 184 cm wzrostu. Zawarł kontrakt z kartą La Luna: Księżyc – kartą Arkanów Wielkich o numerze XVIII – dzięki czemu może usunąć i manipulować wspomnieniami. Swój Znak Arcana nosi na prawym oku. Rodzinny doradca, ale z powodu jego pozbawionych emocji czynów i słów prawie wszyscy na wyspie unikają go jak samego wcielenia terroru. Jest najlepszy w alchemii na wyspie. Jest też ojcem Luca, choć jego rzeczywisty wiek nie jest znany. Jego główną bronią jest alchemia. Urodził się 8 marca pod znakiem Ryb.
Ash (jap. アッシュ Asshu)
Seiyū: Nobuhiko Okamoto 
Joshua (jap. ジョシュア)
Seiyū: Yūji Ueda 

## Muzyka
Opening
- „Magenta Another Sky”, Hitomi Harada

Ending
- „Pieces of Treasure”, Jun Fukuyama & Tsubasa Yonaga